# Empúsa
Empúsa (2.pád Empúsy, latinsky Empusa) je v řecké mytologii jedna z příšer v Hádově podsvětní říši. 
Vystupovala jako přízrak (démon) v doprovodu bohyně Hekaté, mohla být i dcerou Háda a Hekaty. Jednu nohu měla bronzovou a druhou oslí, obvykle sídlila v podsvětí, ale za nocí se objevovala i na zemi, kde děsila pocestné a živila se lidským masem nebo ožírala nepohřbené mrtvoly. Mohla také v podobě krásné dívky svádět muže a sát jim krev nebo vysávat krev lidem, kteří usnuli pod širým nebem. Mohla se proměnit do řady podob - „hned byla omamně krásná, hned odporně ošklivá, hned děvče, hned pes nebo osel“. Podle některých představ byla méně nebezpečná a poutníky spíše strašila vysokým vřískotem než přímo napadala.

## V literatuře
O Empúse se zmiňuje starořecký dramatik Aristofanés v komedii Žáby nebo římský spisovatel Lucius Apuleius v románu Zlatý osel. Objevuje se také v pozdější literatuře, např.  v Goethově Faustovi a v Gaimanovu Hvězdném prachu. V obou případech je zobrazena jako čarodějnice. Důležitou roli hraje i v seriálu  Percy Jackson a Olympané.

## Jiné významy
- Empusa - rod kudlanek, vyskytující se zejména v Africe. Nejznámějším druhem je Empusa pennata, která žiji ve Středomoří. Od kudlanky nábožné se liší menší velikostí, štíhlejším tělem, tvarem hlavy a šedohnědým zbarvením.

- Empusa - obecné označení pro plísňové onemocnění dvoukřídlého hmyzu, tzv. muší plíseň. Objevuje se v období od srpna do října, zvláště za vlhkého počasí. Napadá trávicí soustavu a vzdušnice much, které rychle hynou. Na toto onemocnění na podzim zahyne většina much v našich domácnostech. Uhynulé mouchy jsou jakoby pokropené bílým práškem a lepkavé. Často je nalezneme přilepené na stěnách či oknech.

- 'Ropucha empusa (Bufo empusus) je malý druh ropuchy, endemit ostrova Kuby. Vyskytuje se v suchých lesích, kde si vyhrabává mělké nory. Vchod do nory uzavírá hlavou jako víčkem, čímž se brání proti vyschnutí. Pokud se k noře přiblíží hmyz, ropucha vyběhne a zmocní se kořisti.